# Карачельське
Караче́льське (рос. Карачельское) — село у складі Шуміхинського району Курганської області, Росія. Адміністративний центр Карачельської сільської ради.
Населення — 634 особи (2010, 749 у 2002).
Національний склад станом на 2002 рік: росіяни — 96 %.